# 阿克敦
阿克敦（转写：Akdun，1685年—1756年），章佳氏，滿洲正藍旗，进士出身，清朝政治人物、清朝刑部尚書。

## 生平
康熙四十七年戊子科中举，四十八年（1709年）己丑科成联捷進士。曾任左都御史。乾隆十一年（1746年）五月丙申，接替盛安，擔任清朝刑部尚書，其後革職，由達勒當阿接任。曾两次出使准噶尔，代表清朝三次出使朝鲜。乾隆二十年以眼疾致仕退休。乾隆二十一年（1756）正月二十三日卒。有一子武英殿大学士阿桂。
有《德荫堂集》（子阿桂辑，曾孙那彦成于嘉庆丙子年（1816）重刊），包括出使准噶尔的诗作。

## 腳註
1. ↑  满语意为“堅固的、可靠的”
2. 1 2  (清)(章佳)阿克敦，生卒：康熙24年-乾隆21年 （页面存档备份，存于），中央研究院歷史語言研究所（繁體中文）
3. ↑  陳捷先（19851200）。康熙丁酉阿克敦出使朝鮮事蹟考 （页面存档备份，存于）。《數位典藏與數位學習聯合目錄》。（2015/05/17瀏覽）。
4. ↑  那彦成等《阿文成公年谱》卷一“（乾隆）二十年乙亥三十九岁”条：“是年正月，文勤公以目疾请假。至六月予告，以原官致仕。”又，“（乾隆）二十一年丙子四十岁”条：“正月二十三日戌时，文勤公薨，春秋七十有二。”

## 延伸阅读
[在维基数据编辑]
 《清史稿·卷303》，出自趙爾巽《清史稿》